# Nabta Playa
El jaciment arqueològic de Nabta Playa està situat en una depressió, al desert de Nubia (part oriental del Sahara), uns 100 km a l'oest d'Abu Simbel, a 22° 32’ de latitud Nord i 30° 42’ de longitud est. La datació de les diferents estructures de Nabta Playa encara no està establerta definitivament, però es parla d'un període a partir del IX mil·lenni que potser hauria estat actiu fins al primer mil·lenni.
S'hi han trobat diferents vestigis de l'ocupació humana:
- estructures d'habitació (fons de cabanes amb forats per aguantar pals) i pous profunds per a la provisió d'aigua.
- vuit tumuls coberts amb pedres i contenint restes de bous, cabres, gaseles i humans. En un d'ells hi havia un bou sencer enterrat en una cambra subterrània. La seva cronologia seria del Neolític tardà (anys de -4500 a –3500)
- una dotzena d'estructures complexes agrupades en quatre grans conjunts, i formades per pedres ortostàtiques que alguns autors anomenen esteles o menhirs, a sota de les quals i a certa fondària hi ha enterrades grans pedres, tallades o no, alguna d'elles de diverses tones de pes. Això ha fet pensar en l'existència d'alguna elit dirigent. Estan datades en un neolític final (-3500 a –2500)
- Diverses alineacions de megàlits, algunes avui destruïdes, de fins a 600 m de longitud, encarades a diferents punts del cel nocturn.
- Un cercle d'uns 4m de diàmetre format per una trentena de pedres dretes dispposades a la manera d'un cromlech, i mitja dotzena més a l'interior del cercle. Com sol esdevenir-se en aquesta mena d'estructures, els paleoastrònoms han especulat amb les diferetns alineacions de les pedres més grosses. Molts especialistes creuen que es tracta d'una mena de calendari i que data dels voltants de l'any –4900
- ceràmica vermella amb la vora negra sovint decorada amb ondulacions, molt semblant amb la ceràmica de Khartum.